# Hope to See Another Day
Hope to See Another Day – debiutancka płyta polskiego zespołu Believe grającego rock progresywny. Wydany w 2006 roku album jest zbiorem ośmiu opowieści. Autorem tekstów jest Robert Sieradzki.

## Lista utworów
1. "What Is Love" – 7:38
2. "Needles In My Brain" – 5:20
3. "Liar" – 6:56
4. "Pain" – 5:13
5. "Seven Days" – 6:07
6. "Coming Down" – 6:04
7. "Don't Tell Me" – 5:29
8. "Hope to see another Day" – 11:55

## Twórcy
- Tomek Różycki – śpiew, gitara
- Mirek Gil – gitara
- Przemas Zawadzki – gitara basowa
- Satomi – skrzypce
- Vlodi Tafel – perkusja
- Adam Miłosz – instrumenty klawiszowe